# グリクアズ
グリクアズ（英: Griquas）は、南アフリカ共和国の北ケープ州キンバリーを拠点とするラグビーユニオンチーム。カリーカップに所属。

## 概要
南アフリカに14あるラグビーユニオン地域協会の1つ、西グリクアランド（Griqualand West）協会の代表チーム。ウェスタン・プロヴィンスに次いで同国で2番目に古い歴史を有する。
西グリクアランド協会は北ケープ州全域を管轄している。
1892年に開催された第1回カリーカップの出場5チームの1つ。
ボーダコムカップの優勝回数は歴代1位タイの5回。

## 歴史
1886年、当時のイギリス領ケープ植民地西グリクアランドにグリクアランド・ウェスト（西グリクアランド協会）として創設。
1889年、カリーカップの前身となる地域協会の代表チームによる全国大会「ボードトロフィー（Board Trophy）」が地元キンバリーで開催され、ウェスタン・プロヴィンス、トランスヴァール、イースタン・プロヴィンスと共に参加。
1891年、ブリティッシュ・ライオンズの南アフリカ遠征に際し、グリクアランド・ウェストは7月20日にブリティッシュ・ライオンズと対戦した。試合は0-3で敗れたものの、ホストチームの中で最高のパフォーマンスを見せたことが評価され、イギリスチームからカリーカップを授与された。以降、カリーカップは南アフリカで最も優れたチームに授与されることになり、国内選手権「カリーカップ」の創設につながった。
1892年、地元キンバリーで第1回カリーカップが開催され、ウェスタン・プロヴィンス、グリクアランド・ウェスト、トランスヴァール、ナタール、ボーダーの5チームが参加した。大会はウェスタン・プロヴィンスが制した。
1899年、アングロ・ボーア戦争の緊張の高まりを受け、ウェスタン・プロヴィンスとトランスヴァールがカリーカップ参加を見送った。これによりウェスタン・プロヴィンスは第1回大会からの連続優勝（5連覇）が途絶え、代わってグリクアランド・ウェストが初優勝を飾った。
1911年に2回目のカリーカップ優勝を遂げて以降は、1970年までタイトルから遠ざかった。
2000年、グリクアランド・ウェストからグリクアズに改称。
2020年、COVID-19パンデミックの影響でスーパーラグビーが中断され、解禁後に、スーパーラグビーに代わる南アフリカ国内大会「スーパーラグビー・アンロックト」が開催された。グリクアズは、スーパーラグビーのレギュラーメンバーであるブルズ、ストーマーズ、シャークス、ライオンズなどと共に同大会への出場を果たした。

## タイトル
2022年7月現在
- カリーカップ
  - 優勝 3回：1899, 1911, 1970
- ボーダコムカップ[注 1]
  - 優勝 5回：1998, 2005, 2007, 2009, 2014

## 歴代所属選手
- ヨハン・アッカーマン
- ローリー・アーノルド
- フランソワ・ブランマー
- ジャスティン・ダウニー
- ジョン＝ロイ・ジェンキンソン
- ザイン・カーシュナー
- ウィリー・ルルー
- ニール・マレー
- ヴィクター・マットフィールド
- ティアン・メイヤー
- ルーハン・ネル
- ローアン・キッツォフ
- ニール・パウエル（ 7人制南アフリカ代表）
- ダミアン・スティーブンズ
- カイル・ステイン（ スコットランド代表）
- クリントン・スワート
- コンラッド・バンワイク
- リアン・フィルヨーン